# Philoria knowlesi
Espèce
Philoria knowlesi est une espèce d'amphibiens anoures de la famille des Limnodynastidae.

## Systématique
L'espèce Philoria knowlesi a été décrite en 2022 par Michael Joseph Mahony (d), Harry B. Hines (d), Stephen Vincent Mahony (d) et Stephen Charles Donnellan (d) dans une publication coécrite avec trois autres auteurs.

## Répartition
Cette espèce est endémique de l'Est de l'Australie, à la frontière entre les Nouvelle-Galles du Sud et le Queensland.

## Description
Philoria knowlesi est une grenouille de petite taille, de l'ordre de 3 cm. Ses doigts et orteils ne sont pas palmés.
Son dos est marron clair, parfois avec des nuances verdâtres ou rougeâtres. On observe généralement la présence de deux à trois grandes taches plus foncées ou de nombreuses petites taches plus claires. Son ventre, inégal, est rougeâtre, brun jaunâtre ou brun foncé.
Sa pupille est horizontale avec un iris doré dans la moitié supérieure et brun foncé dans la moitié inférieure.

## Publication originale
- (en) Michael J. Mahony, Harry B. Hines, Terry Bertozzi, Stephen V. Mahony, David A. Newell, John M. Clarke et Stephen Charles Donnellan, « A new species of Philoria (Anura: Limnodynastidae) from the uplands of the Gondwana Rainforests World Heritage Area of eastern Australia », Zootaxa, Magnolia Press (d),‎ 25 février 2022 (ISSN 1175-5334 et 1175-5326, OCLC 49030618, DOI 10.11646/ZOOTAXA.5104.2.3).